# Rennrodel-Juniorenweltmeisterschaften 2018

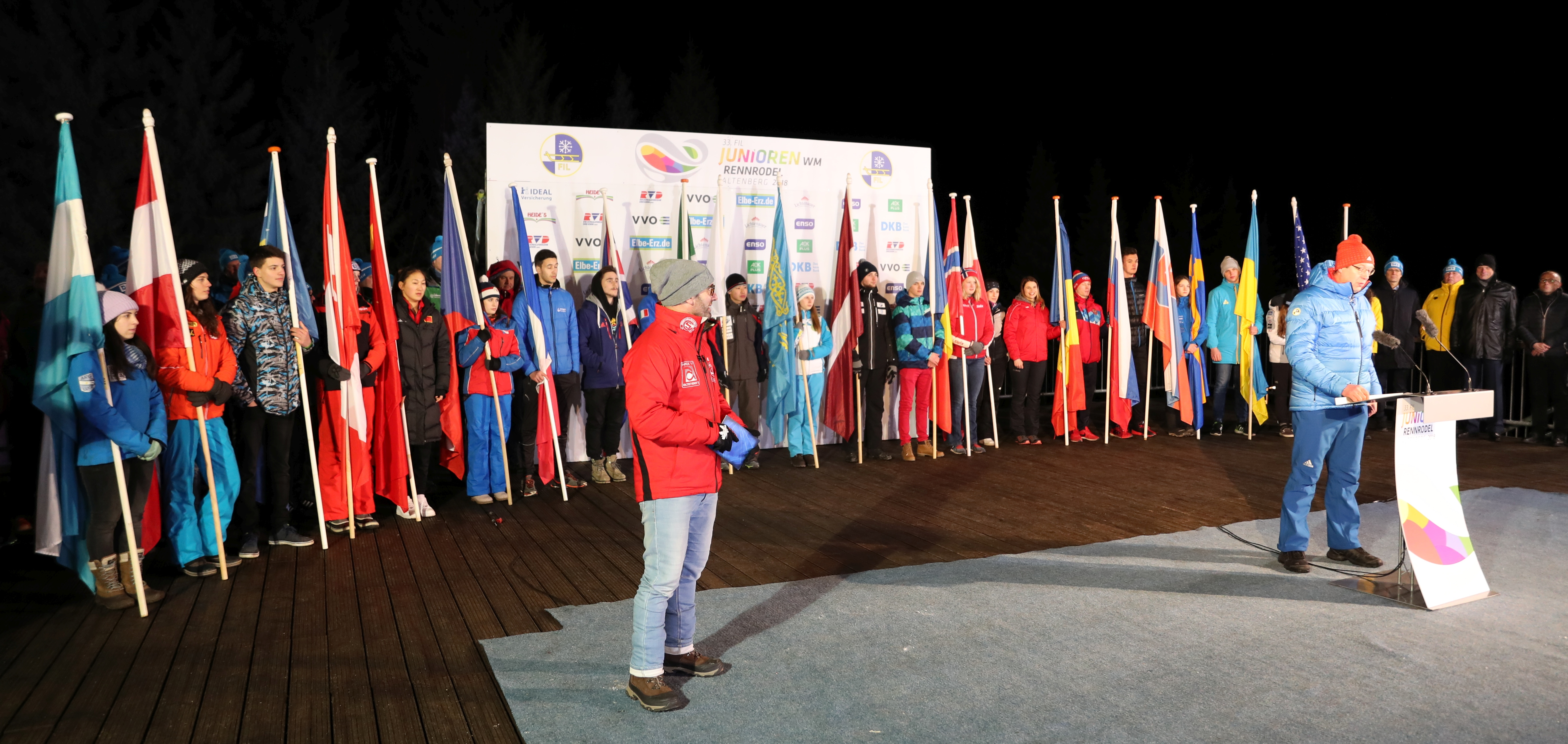
Eröffnungsworte durch Hans-Jürgen Köhne, im Hintergrund die Fahnenträger der Nationen

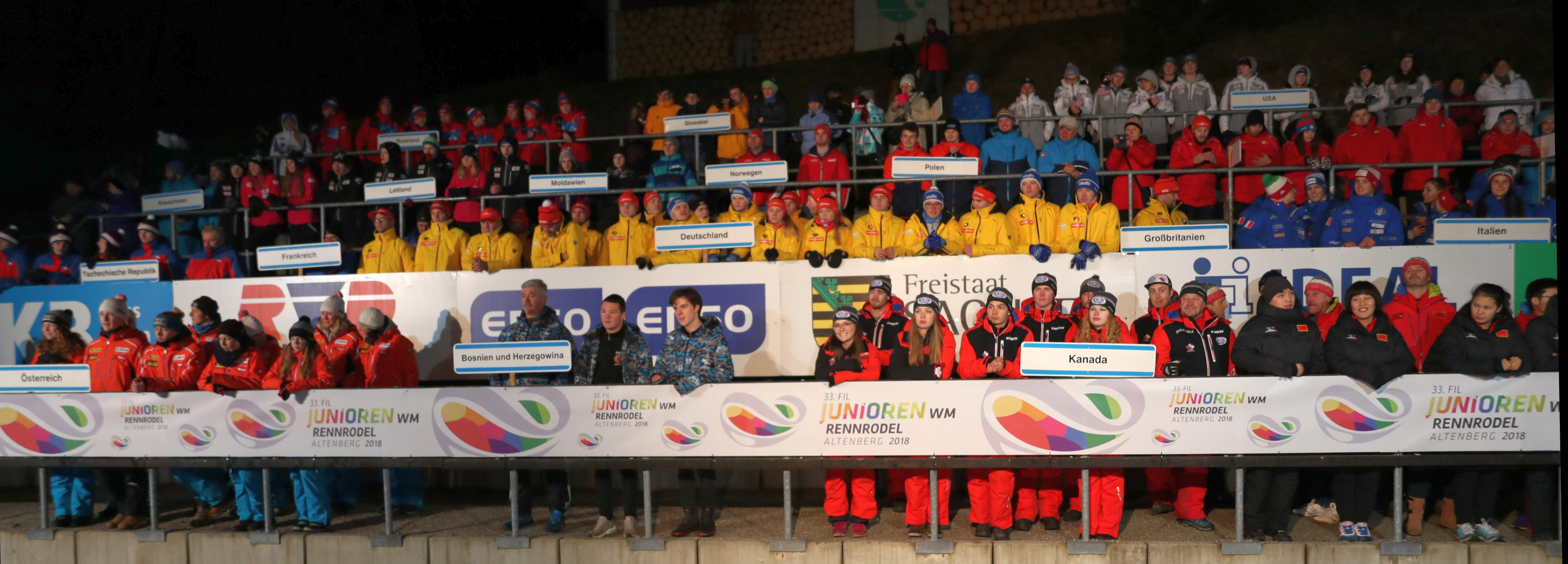
Die Teams bei der Eröffnung

Die 33. Rennrodel-Juniorenweltmeisterschaften wurden vom 29. Januar bis 3. Februar 2018 auf dem DKB-Eiskanal in Altenberg ausgetragen.
Veranstalter war die Fédération Internationale de Luge de Course, Ausrichter der Bob- und Schlittenverband für Deutschland. Mit der Durchführung war die Wintersport Altenberg (Osterzgebirge) GmbH betraut. Repräsentant der FIL und Jurypräsident war Hans-Jürgen Köhne (Deutschland), weitere Mitglieder der Jury waren Zianibeth Shattuk-Owen (USA) und Sorina Ţicu (Rumänien). Technische Delegierte der FIL waren Mária Jasenčáková (Slowakei), Sören Schmiedl (Deutschland) und Hansjörg Raffl (Italien). Die Gesamtleitung hatte Matthias Benesch inne, Rennleiter war Wolfgang Strauß, Bahnkoordinator Ulrich Hahn. Das Pressebüro wurde von Uta Schirmer geleitet.
Die Juniorenweltmeisterschaften begannen am Montag, dem 29. Januar mit einem Lauftraining und einer Mannschaftsführerbesprechung. Am Tag darauf gab es ein erstes offizielles Training in Gruppen sowie die Abwaage, am Mittwoch ein zweites offizielles Training in Gruppen sowie technische Kontrollen. Der Donnerstag begann mit einem Vorlauf, bei dem sich die nicht aufgrund der Leistungen aus dem Juniorenweltcup gesetzt waren ihren Platz in der Startreihung erfahren mussten. Es folgte ein weiteres Training der gesetzten Fahrer. Nach einer weiteren Mannschaftsführerbesprechung wurden am Donnerstag Abend die Juniorenweltmeisterschaften eröffnet. Am Freitag wurden die Meisterschaftsläufe der Einsitzerklassen bei den Männern und Frauen ausgetragen, am Sonnabend die Meisterschaftsläufe der Doppelsitzer und im Mannschaftswettbewerb. Die beiden Renntage wurden mit den jeweiligen Siegerehrungen beschlossen.

## Juniorinnen-Einsitzer
| Platz | Sportlerin               | Laufzeiten (Laufplatzierungen) | Zeit                |
| ----- | ------------------------ | ------------------------------ | ------------------- |
| 01    | Jessica Tiebel           | 41.866 s (1) 42.085 s (1)      | 1:23.951 min        |
| 02    | Tatjana Zwetowa          | 42.127 s (2) 42.246 s (5)      | 1:24.373 min +0.422 |
| 03    | Jessica Degenhardt       | 42.175 s (5) 42.210 s (3)      | 1:24.385 min +0.434 |
| 04    | Lisa Schulte             | 42.167 s (4) 42.250 s (6)      | 1:24.417 min +0.466 |
| 05    | Anna Berreiter           | 42.272 s (6) 42.190 s (2)      | 1:24.462 min +0.511 |
| 06    | Kristina Schamowa        | 42.166 s (3) 42.394 s (11)     | 1:24.560 min +0.609 |
| 07    | Brittney Arndt           | 42.275 s (7) 42.315 s (9)      | 1:24.590 min +0.639 |
| 08    | Verena Hofer             | 42.370 s (11) 42.238 s (4)     | 1:24.608 min +0.657 |
| 09    | Carolyn Maxwell          | 42.325 s (10) 42.302 s (8)     | 1:24.627 min +0.676 |
| 10    | Vilde Tangnes            | 42.319 s (9) 42.372 s (10)     | 1:24.691 min +0.740 |
| 11    | Cheyenne Rosenthal       | 42.473 s (16) 42.264 s (7)     | 1:24.737 min +0.786 |
| 12    | Nina Zöggeler            | 42.308 s (8) 42.437 s (14)     | 1:24.745 min +0.794 |
| 13    | Olessja Michailenko      | 42.421 s (14) 42.420 s (13)    | 1:24.841 min +0.890 |
| 14    | Anda Upīte               | 42.379 s (12) 42.470 s (15)    | 1:24.849 min +0.898 |
| 15    | Sigita Bērziņa           | 42.600 s (19) 42.395 s (12)    | 1:24.995 min +1.044 |
| 16    | Hannah Niederkofler      | 42.402 s (13) 42.654 s (18)    | 1:25.056 min +1.105 |
| 17    | Marion Oberhofer         | 42.425 s (15) 42.654 s (18)    | 1:25.079 min +1.128 |
| 18    | Yulija Naumova           | 42.485 s (18) s (20)           | 1:25.145 min +1.194 |
| 19    | Trinity Ellis            | 42.699 s (22) 42.472 s (16)    | 1:25.171 min +1.220 |
| 20    | Ashley Farquharson       | 42.727 s (23) 42.545 s (17)    | 1:25.272 min +1.321 |
| 21    | Makena Hodgson           | 42.474 s (17) 42.821 s (23)    | 1:25.295 min +1.344 |
| 22    | Anna Saulīte             | 42.684 s (21) 42.724 s (21)    | 1:25.408 min +1.457 |
| 23    | Klaudia Domaradzka       | 42.664 s (20) 42.746 s (22)    | 1:25.410 min +1.459 |
| 24    | Michaela Maršíková       | 42.798 s (25) 42.984 s (24)    | 1:25.782 min +1.831 |
| 25    | Verónica María Ravenna   | 42.727 s (23) 43.567 s (25)    | 1:26.294 min +2.343 |
| 26    | Samantha Judson          | 42.812 s                       | 42.812 s            |
| 27    | Mihaela-Carmen Manolescu | 42.867 s                       | 42.867 s            |
| 28    | Katherine Bishop         | 42.926 s                       | 42.926 s            |
| 29    | Cezara Curmei            | 42.936 s                       | 42.936 s            |
| 30    | Kateřina Mizerová        | 42.993 s                       | 42.993 s            |
| 31    | Olena Smaha              | 43.013 s                       | 43.013 s            |
| 32    | Katarína Šimoňáková      | 43.076 s                       | 43.076 s            |
| 33    | Huilan Hu                | 43.292 s                       | 43.292 s            |
| 34    | Nadija Antonjuk          | 43.387 s                       | 43.387 s            |
| 35    | Peixuan Wang             | 43.589 s                       | 43.589 s            |
| 36    | Xin Cai                  | 43.650 s                       | 43.650 s            |
| 37    | Margot Boch              | 43.667 s                       | 43.667 s            |
| 38    | Anna Smirnowa            | 43.849 s                       | 43.849 s            |
| 39    | Andrea Pavlíková         | 43.849 s                       | 43.849 s            |
| 40    | Tove Kohala              | 44.016 s                       | 44.016 s            |
| 41    | Gracie Weinberg          | 44.140 s                       | 44.140 s            |
| 42    | Lara Kipp                | 46.036 s                       | 46.036 s            |
| 43    | Saiki Niino              | 47.109 s                       | 47.109 s            |
| dnf   | Kateryna Vasylkiv        |                                | dnf                 |
| dnf   | Adikeyoumu Gulijienaiti  |                                | dnf                 |
| dnf   | Elīna Ieva Vītola        |                                | dnf                 |
| dnf   | Adriana Adam             |                                | dnf                 |
| dns   | Lisa Lerch               |                                |                     |

Datum: 2. Februar
Am Start waren 48 der 49 gemeldeten Rodlerinnen, womit für den Rodelsport ungewöhnlich weitaus mehr Rodlerinnen als Rodler am Start waren. 13 der Starterinnen waren schon zuvor in der Saison im Weltcup aktiv. Favoriten waren neben der Lokalmatadorin und Titelverteidigerin Jessica Tiebel, die amtierende Junioren-Europameisterin Cheyenne Rosenthal, zudem die weiteren deutschen Starterinnen Jessica Degenhardt und Anna Berreiter. Zudem gehörten zu den Favoritinnen traditionelle die Starterinnen aus Russland, vor allem die Medaillengewinnerinnen des Vorjahres Tatjana Zwetowa und Olessja Michailenko, die Österreicherin Lisa Schulte, die Italienerinnen Verena Hofer, Nina Zöggeler, Hannah Niederkofler und Marion Oberhofer sowie die Lettin Elīna Ieva Vītola.
Jessica Tiebel wurde schon im ersten Lauf ihrer Favoritenrolle gerecht. Sie ging als Vierte an den Start und legte mit 41.866 Sekunden die Bestleistung des Tages vor. Einzig die Zweitplatzierte Russin des Vorjahres, Tatjana Zwetowa, konnte sich noch in Schlagdistanz platzieren. Europameisterin Rosenthal enttäuschte im ersten Lauf und kam ohne gröbere Fehler gefahren zu sein auf dem 16. Platz. Auch die anderen deutschen Starterinnen Degenhardt und Berreiter platzierten sich als Fünfte und Sechste nicht wie gewünscht, bliegen aber ebenso wie Lisa Schulte in Schlagdistanz. Olympiateilnehmerin Katarína Šimoňáková konnte sich anders als die zweite Olympiastarterin Verónica María Ravenna nicht für den zweiten Durchgang der besten 25 qualifizieren.
Der zweite Durchgang brachte bei den hinteren Starterinnen nur wenig nennenswerte Verschiebungen; selten waren es mehr als zwei Ränge um die sich verbessert oder verschlechtert wurde. Sigita Bērziņa konnte sich nach einem 19. Rang im ersten Durchgang mit der 12-besten Zeit im zweiten Lauf auf den 15. Rang verbessern. Nina Zöggeler verlor nach der 14. Zeit im zweiten Lauf vier Ränge und fiel von Rang acht auf 12 zurück. Cheyenne Rosenthal hingegen verbesserte sich mit der siebtbesten Laufzeit im zweiten Durchgang auf den elften Platz. Auch Verena Hofer konnte mit der viertbesten Zeit im zweiten Lauf drei Ränge gut machen und wurde Achte. Anna Berreiter zeigte die zweitbeste Leistung in Lauf zwei, konnte aber nur noch einen Rang gut machen und wurde Fünfte. Besser lief es für Jessica Degenhardt auf ihrer Heimbahn, die mit der dritten Zeit im zweiten Durchgang auf den Bronzerang vorfahren konnte, nachdem die Russin nach der nur elftbesten Zeit des zweiten Durchganges auf Rang sechs zurückfiel. Zwetowa und Tiebel, letztere mit der erneuten Bestleistung, verteidigten ihre Platzierungen aus dem ersten Lauf ebenso wie aus dem Vorjahr.

## Belege
1. ↑  Ausschreibung
2. ↑  Resultate des Juniorinnenrennens